# Cytheralison
Cytheralison is een geslacht van kreeftachtigen uit de klasse van de Ostracoda (mosselkreeftjes).

## Soorten
- Cytheralison amiesi Hornibrook, 1953
- Cytheralison anserlagunae McKenzie, Reyment & Reyment, 1990 †
- Cytheralison contorta Bate, 1972 †
- Cytheralison corrugata McKenzie, Reyment & Reyment, 1991 †
- Cytheralison cosmetica Yassini & Jones, 1987
- Cytheralison fava Hornibrook, 1952
- Cytheralison parafava Ayress, 1993 †
- Cytheralison pravacauda Hornibrook, 1952
- Cytheralison tehutui Jellinek & Swanson, 2003